# Martin Emden
Martin Emden (* 2. Februar 1801 in Frankfurt am Main; † 2. November 1858 ebenda) war ein deutscher Jurist und Politiker.
Emden, der jüdischen Glaubens war, war der Sohn des Frankfurter Bürgers und Bankiers Feist Jakob Emden († 1831). Er studierte Rechtswissenschaften und wurde zum Dr. jur. promoviert. 1825 wurde er in der Freien Stadt Frankfurt zum Advokaten zugelassen.
Seit 1854 war er Vorstandsmitglied der jüdischen Gemeinde Frankfurt und seit 1858 deren Vorsitzender. Daneben war er Vorstandsmitglied der Goldschmidt'schen Stipendienstiftung. Er war auch politisch aktiv und war 1850 bis 1851 (und 1852 erneut als Supplement) Mitglied des Gesetzgebenden Körpers der Freien Stadt Frankfurt.